# دانشگاه گلیس
دانشگاه گولیس (GU) یک دانشگاه خصوصی در هارگیسا، پایتخت سومالی لند است.
این دانشگاه مؤسسه تحقیقاتی دانشگاه گولیس (GURI) را تأسیس کرده است. GURI ارائه تحقیقات را در تمام دانشکده‌ها و بخش‌های دانشگاه گولیس ترویج می‌کند. همچنین پروژه‌های تحقیقاتی را با سایر سازمان‌ها از جمله موسسات آموزش عالی، سازمان‌های غیردولتی، سازمان‌های حرفه ای و سازمان‌های بین‌المللی ترویج و هماهنگ می‌کند.